# Colonia Wenceslao Labra
Colonia Wenceslao Labra är en ort i Mexiko.   Den ligger i kommunen Tequixquiac och delstaten Mexiko, i den sydöstra delen av landet, 40 km norr om huvudstaden Mexico City. Colonia Wenceslao Labra ligger 2 287 meter över havet och antalet invånare är 1 248.
Terrängen runt Colonia Wenceslao Labra är platt åt sydost, men åt nordväst är den kuperad. Runt Colonia Wenceslao Labra är det tätbefolkat, med 550 invånare per kvadratkilometer. Närmaste större samhälle är San Pablo de las Salinas, 18,1 km söder om Colonia Wenceslao Labra. Trakten runt Colonia Wenceslao Labra består till största delen av jordbruksmark.